# Aeroportul Dali
Aeroportul Dali (IATA: DLU, ICAO: ZPDL) este un aeroport din Yunnan, Republica Populară Chineză ce deservește zona Dali⁠(d). Aeroportul a fost tranzitat în 2022 de 1.066.160 de pasageri. A fost deschis în 1995 și numit după zona deservită.
Situat la o altitudine de 2.149 m, aeroportul dispune de o singură pistă.